# 中内㓛
中内 㓛（なかうち いさお、1922年〈大正11年〉8月2日 - 2005年〈平成17年〉9月19日）は、日本の実業家。ダイエー創業者。
戦後の日本におけるスーパーマーケット (GMS) の黎明期から立ち上げに関わり、近年の消費者主体型の流通システムの構築を確立させ、日本の流通革命の旗手として大きく貢献した。
ダイエー会長・社長・グループCEOを歴任したほか、日本チェーンストア協会会長（初代、10代、14代）・名誉会長（初代）、日本経済団体連合会副会長を務めたほか、自身が設立した学校法人中内学園（流通科学大学）学園長・理事長、財団法人中内育英会の理事長も務め、教育者としての一面もあった。
名前の正式な用字は「功」ではなく「㓛」（「工+刀」、㓛：U+34DB）。

## 生涯

### 生い立ち
大阪府西成郡伝法町（現 大阪市此花区伝法）に父・秀雄、母・リエの長男として生まれる。父は大阪薬学専門学校（現・大阪大学薬学部）を卒業後、鈴木商店に入社し、退社後大阪で小さな薬屋をはじめた。母は神社の宮司の娘。祖父・栄は高知県矢井賀村（現・中土佐町）の士族の家に生まれ、大阪医学校（現・大阪大学医学部）卒業後、神戸で眼科医を務めた。ダイエーの（エイ）とは、祖父の名前の栄からとられたものである。
中内は神戸三中（現・兵庫県立長田高等学校）を経て、1941年に兵庫県立神戸高等商業学校（新制神戸商科大学の前身。現・兵庫県立大学）を卒業。戦時中のため繰り上げ卒業であった。ゲーテ『ファウスト』のファウスト博士の嘆きを一部改変し、「神戸高商で努力して学んだ様々な哲学も、芸術も経済学も文学も、まったく役に立たなかった」という意味のドイツ語の文句を卒業アルバムに記す。勉強は苦手で、推薦状を得ながらも試験の出来が悪く、神戸商業大学（現・神戸大学）などの大学受験に失敗。

### 戦争体験と奇跡の生還
受験に失敗した中内は、1942年、日本綿花（ニチメン→双日）に就職するも、翌1943年1月に応召。広島にて訓練の後、幹部生として扱われる仲間を尻目に、満州国とソビエト連邦の国境にある綏南に駐屯する。
中内が一兵卒として召集された理由は、神戸高商時代の配属将校に嫌われ（自身は「下駄をはいて殴打された」と述べている）、「兵適」という最低の評価しか下されなかったからとされている。身体検査で「心臓が右にあるという『内臓逆位』であることが判明したため」とも述べている。
1944年7月、フィリピンの混成五八旅団（盟兵団）の所属となり、ルソン島リンガエン湾の守備に就いた。七年式三十糎榴弾砲を運用するも、1945年1月7日に榴弾砲が破壊される。部隊は1月23日未明に玉砕命令が下された直後、一四方面司令官・山下奉文によるゲリラ戦の命令が下されたことで辛うじて生き延びた。
フィリピン戦線では虫を食べて生き延びる絶望的な食料状況の中、ゲリラ戦で米軍基地を襲撃した時、米軍が石油発動機でアイスクリームを作っていたことに衝撃を受けた。敵から手榴弾の攻撃を受け、瀕死の重傷を負い死を覚悟したとき、神戸の実家で家族揃ってすき焼きを食べている光景が頭に浮かび、「もう一回腹いっぱいすき焼きを食べたい」と思ったという。第二次世界大戦での戦争体験は、人生観やダイエーの企業理念にも影響を与えた。
「人の幸せとは、まず、物質的な豊かさを満たすことです」との言葉は、この時に痛感した日本軍と米軍との物量の差と飢餓体験から出ている。また、中内は毛沢東の矛盾論の影響も受けていた。
後年、中央公論社から対談の謝礼を聞かれたとき、「キミとこ、大岡昇平さんの全集出してんねやな。もしよかったら、その全集くれへんやろか」と頼んでいる。大岡は㓛と同時期にフィリピンで従軍した体験を持ち、『野火』『レイテ戦記』などの優れた戦記文学を残している。
1945年11月にフィリピンから復員。神戸市兵庫区にあった実家のサカエ薬局が1948年、元町高架通に新たに開店した「友愛薬局」で、業者を相手に闇商売を行った。旧制神戸経済大学（現・神戸大学）に戦後設置された第二学部（夜間）に進学するも、学費未納のため除籍。6年後の1951年8月には、次弟の設立した「サカエ薬品株式会社」が大阪市平野町に開店した医薬品の現金問屋「サカエ薬局」で勤務。

### ダイエー設立・昇龍の頃
サカエ薬品を離れ、1957年4月10日に神戸市長田区を本店とする「大栄薬品工業株式会社」を末弟と設立し、製薬事業に参入したが、すぐに撤退。同年7月、九州のスーパー「丸和フードセンター」社長・吉田日出男の要請を受けて、小倉に向かい開店の援助をしたことから、吉田の提唱する「主婦の店」の名称を加盟費抜きで貰う。9月23日、大阪市旭区の京阪本線千林駅前（千林商店街内）に、医薬品や食品を安価で薄利多売する小売店「主婦の店ダイエー薬局」（ダイエー1号店。のちに千林駅前店に改称し1974年まで営業）を開店した。当初は現代のドラッグストアに相当する薬局で、後に食料品へと進出した。
本人が著書やインタビューで明らかにしたところによると、当初は特殊浴場やパチンコ店をやろうとも考えたが、死んだ戦友に顔が立たないと思い、最も利益率の低いスーパーを選んだと述べている。
1958年には、神戸三宮にチェーン化第1号店（店舗としては第2号店）となる三宮店を開店。既成概念を次々と打ち破り、流通業界に革命をおこした。特に価格破壊は、定価を維持しようとするメーカー勢力の圧力に屈せず、日本国民の大多数より喝采を浴びた。1956年の経済白書で「もはや戦後ではない」とされたが、戦時中の国家統制がさまざまな規制として残っており、中内は「戦後はまだ終わっていない」とした。
1962年、大手商社日商（後の日商岩井、現・双日）の協力の下、渡米。現地の流通業を研究する。当時の中内について、日商の入江義雄（のちダイエー副社長）は「とにかく、好奇心のかたまりでした」と証言しており、入江は中内の姿勢に感服して後年ダイエーに入社した。

### 価格破壊
中内は「価格の決定権を製造メーカーから消費者に取り返す」ことを信念として、「いくらで売ろうとも、ダイエーの勝手で、製造メーカーには文句を言わせない」という姿勢を貫き、メーカーの協力が得られない場合は、「自らが工場を持たないメーカー」として、そのスーパーのオリジナルブランド「プライベートブランド」 (PB) の商品開発を推進した。同時に、既存大手メーカーとの対立を巻き起こした。
そのきっかけが1960年発売の「ダイエーみかん」や1961年発売の「ダイエーインスタントコーヒー」などで、これらは1970年代の「ノーブランドシリーズ」や「キャプテンクックシリーズ」を経て「セービングシリーズ」に発展し、ダイエーの旗艦ブランドに成長した。
1964年、松下電器産業（現・パナソニック）とテレビの値引き販売をめぐって「ダイエー・松下戦争」が勃発した。ダイエーが松下電器の製品を希望小売価格からの値下げ許容範囲だった15%を上回る20%の値引きで販売を行ったことがきっかけとなり、松下電器側は仕入れ先の締め付けを行い、ダイエーへの商品供給ルートを停止させて対抗した。あくまで松下幸之助独自の思想である「儲けるには高く売ることだ。今後、高い水準に定価（希望小売価格）を設定するので、これを守りなさい。安売り店への出荷は停止する」に対し、契約社会と法律を重視したダイエー側は、松下電器を相手取り、私的独占の禁止及び公正取引の確保に関する法律（独占禁止法）違反の疑いで裁判所に告訴した。
1965年3月、花王石鹸がダイエーへの出荷を停止したため、7月に花王を公正取引委員会に提訴。ダイエーは第一工業製薬と提携し、ナショナルブランドより2～4割安い洗剤「スパット」を販売した。最終的に「ダイエー・花王戦争」は住友銀行の斡旋で1975年に和解し、取引を再開した。
1970年、メーカーの二重価格の撤廃を求める消費者団体が、強硬姿勢を崩さない松下に対して松下製品の不買運動を決議した。同年に、公正取引委員会が二重価格問題に対して、「メーカー（松下側）に不当表示の疑いあり」という結論を出している。同じ時期、ダイエーは13型カラーテレビを「BUBU」というブランド名で、当時としては破格の安さである59,800円で販売し、またしても松下との対立が激化した。
松下は、1975年に中内を京都の真々庵に招いて、「もう覇道はやめて、王道を歩むことを考えたらどうか」と諭したが、中内は拒否した。明治生まれの松下と、大正生まれの中内には約30歳の年齢差があるにもかかわらず、中内は松下相手であっても、頑なに信念を貫いていた。この対立は、幸之助没後の1994年に松下電器が折れる形で和解した。この対立は「30年戦争」とも呼ばれた。
ダイエーの企業テーマである「For the Customers よい品をどんどん安く消費者に提供する」の実現に向け、「既存価格を破壊することが、ダイエーの存在価値にある」と考えて実行に移し、100g当たり100円が平均だった牛肉を39円に思い切って値下げしたところ、牛肉コーナーには主婦らが殺到し売切店が続出するほどとなった。この欠品状態を補充すべく、生きた牛を買い取ってそれを枝肉に加工したり、日本本土復帰前のアメリカ施政権下の沖縄には輸入関税がかからないことを逆手に取り、オーストラリア産の子牛を沖縄に輸入・飼育したうえで日本国内に輸入するという発想を生み出した。

### グループ拡大に奔走
1971年3月、大阪証券取引所第2部に上場。スーパー業界では初となる上場企業になった。1972年には百貨店の三越を抜き、小売業売上高日本一を達成した。1980年2月16日に日本で初めて小売業界の売上げ高一兆円を達成した。
また、紳士服のロベルト、ファミリーレストランのフォルクス、ハンバーガーチェーンのウェンディーズ・ドムドムハンバーガー、コンビニエンスストアのローソン、百貨店のプランタン銀座など子会社・別事業を次々と展開していった。この時期と前後して、西友ストア（現・西友）やイトーヨーカ堂が地盤としている首都圏にも進出し、東京都赤羽や埼玉県所沢、神奈川県藤沢、千葉県津田沼などに出店。それぞれの地域一番店と衝突したため、両店において、苛烈な価格競争や消耗戦といった「戦争」を引き起こした。
更にイチケンやリクルート（現・リクルートホールディングス）、忠実屋、ユニードなどを買収（その後1994年に忠実屋・ユニード・ダイナハを合併）、1981年には髙島屋の株式を10.7%取得した。グループ内にデパートを欲していた中内は高島屋との提携を求めるが、ダイエーによる乗っ取りを警戒した高島屋側の白紙撤回により失敗する。ミシンの割賦販売で実績のあったリッカーの再建を引き受け、その割賦販売のノウハウを子会社のダイエーファイナンス（現・セディナ）に導入した。
一兆円達成から3年後の1983年から三期連続で連結赤字を出したが、ヤマハの社長であった河島博を総指揮官とし、業績をV字に回復させる通称「V革」を行った。

### 絶頂期
1988年にはパシフィック・リーグの南海ホークスを南海電気鉄道から買収してプロ野球業界へも参入し、福岡ダイエーホークスを発足。さらに東京ドームを凌ぐ大きさである福岡ドームの建設に着手するなど、バブル景気に乗ってグループを急拡大させた。中内は、タッチアップなど野球の基本的なルールすら知らなかったが、ホークスについてよく知るためホークスを扱った漫画『あぶさん』の作者・水島新司と対談した。
1988年4月には神戸・学園都市に流通科学大学を開学。大学職員は全員当時のダイエーから出向させ、同時に理事長に就任した。同年9月には自らの故郷・神戸の玄関口である新神戸駅前に、ホテル・劇場・専門店街が一体となった商業施設新神戸オリエンタルシティを誕生させた。また、1991年には経団連副会長に抜擢。それまで財界においては重工業や銀行などに比べて格下と見られていた流通業から初めて抜擢されるなど、名実共に業界をリードする存在となった。

### 凋落
1990年代後半にはバブル崩壊により地価の下落がはじまり、地価上昇を前提として店舗展開をしていたダイエーの経営に翳りが見え始めた。また、店舗の立地が時代に合わなくなり、展開していたアメリカ型ディスカウントストアの「ハイパーマート」の経営に失敗。また当時の消費者の意識が「価格」から「品質」に変わり、更には家電量販店や衣料品店などの専門店が拡大し多店舗化を始めていったことなどから、業績は低迷。当時の世間からは「ダイエーに行けば何でも売っている。でも、欲しいものは何も売っていない」と揶揄させるようになった。中内自身も晩年、「消費者が見えんようになった」と嘆くこともあった。
ダイエー創業者の中内功氏は「私とコンピューターとパートがいればいい」と語り、社員をグループ企業に大量出向させたことがある。人心は離れ、本体の業績は傾いた。8時間労働のパートの勤務体系を休憩（1時間）の必要のない4時間刻みにすると、長く働きたい優秀なパートは同社を去り業績は一段と悪化した。—田中陽「経営の視点」（日本経済新聞、2017年8月28日）

### 阪神・淡路大震災
1995年1月17日5時46分に阪神・淡路大震災が発生。起床後に東京・田園調布の自宅で知った中内は、ただちに同じ敷地で寝ていた中内潤をたたき起こして浜松町のオフィスセンターに災害対策本部を設置。物資を被災地に送るよう陣頭指揮をとり、首都圏や九州などからフェリーやヘリを投入して食料品や生活用品を調達したり、比較的被害の少ない兵庫県内の24店舗に店を開けるよう厳命したことで、一部で見られた便乗値上げに対し、物価の安定に貢献した。これらの決定は地震発生から約2時間後かつ政府が対策本部設置を決定する約2時間前の8時までに全て決定しており、11時には専務取締役の川一男を始めとする現地対策メンバーと救援物資が新木場のヘリポートから神戸のポートアイランドに急行している。一方で、神戸にあったダイエー7店舗のうち、半数以上の4店舗が全壊、コンビニのローソンを始めとするダイエー系列店約100店舗が被災するなど、ダイエーグループの金銭的被害は甚大で、ダイエーの凋落に拍車をかけることとなった。ダイエーの正社員も、この震災により判明しただけで30名以上が犠牲になった。
「スーパーはライフラインである」という哲学により、地震発生3日後には自らも被災地に乗り込み、自前のネットワークを駆使して必要な物資の輸送を行い、営業時間の延長や被災した店舗前での物販販売などを特例的に行政当局に認めさせ、被災地への迅速な物資の供給・販売を実施した。
「店の明かりをつければ、それだけで被災者たちは力が出る」「暗闇は人を絶望させる」「被災者のために明かりを消すな。客が来る限り店を開け続けろ。流通業はライフラインや」の号令の元、電力供給が出来ているダイエーやローソンなどのダイエーグループ各店の照明を24時間点灯し続け、苦しむ被災者を勇気づけた。この中内の哲学は、イオン傘下となって以降のダイエーにも例外なく引き継がれており、2011年に東日本大震災が発生した時も、東京のダイエー本社（東京都江東区）がただちに対策本部を設置、東北の被災地に所在するダイエー仙台店も迅速に営業を再開させ、復興に貢献した。

### 晩年
2001年、経営悪化の責任を取り、「時代が変わった」としてダイエーの代表取締役を退任。中内が退任表明を行った同年の株主総会では、厳しい質問が続き、2時間36分と長時間に渡って大荒れとなった。中内は過ちを認め株主に謝罪して、総会中に壇上を降りたが、株主から「議長、中内さんがあんまり寂しすぎる!拍手で送ってあげたい」との声があがって再登壇し、中内に満場の拍手が鳴り止まなかった。同日午後には、退任する中内と新経営陣の高木邦夫がそろって記者会見を開き、中内は完全に経営から退くことを表明。2002年にはプランタン銀座の最高顧問職、リクルートの名誉会長も辞し、実業家としての活動を終えた。
その後は、自身が私財を投じて設立した流通科学大学を運営する学校法人中内学園の学園長として教育活動に専念。2000年に流通科学大学は、職員がダイエーからの出向から大学籍になった。新神戸オリエンタルシティも2004年に売却されダイエーの手から離れた。以降も、個人の資産管理会社などを含む中内家はダイエーグループの株式を保有し続け、ダイエーグループの主要株主であった。顧問弁護士だった河合弘之は、中内はオーナー社長であることにこだわり、自分の会社の株を最低５％持つのが経営哲学だったと証言している。
2004年12月、中内家の資産管理会社3社（マルナカ興産など）の特別清算を開始。芦屋と田園調布にあった邸宅や、所持する全株式を売却処分し、私財からダイエー関連資産を一掃したことで、名実ともにダイエーと決別した。
中内は1960年代に住友銀行から融資を受けた際、借り入れを個人保証にしていたため、グループで3兆円ほどにのぼる負債のすべてを個人で負う羽目になり、株式や不動産などすべての個人財産をゼロにしなければならない事態に陥ってしまった。しかし、当時三井住友銀行頭取だった西川善文は、すべてを取り上げるのはさすがに無慈悲として、マンションの一室を特別に残した。
2005年8月26日、流通科学大学を視察後、神戸市内の病院で定期健診中に脳梗塞で倒れ、療養中の9月19日午前9時30分、転院先の神戸市中央区の神戸市立中央市民病院において死去。83歳没。
逝去した際、田園調布の自宅・芦屋の別宅が差押となっていたため、一度も中内の亡骸を自宅へ戻すことができず、大阪市此花区の中内家が眠る正蓮寺にそのまま搬送され、ごく近親者だけでの密葬となった。本葬儀は流通科学大学の学園葬として行われ、林文子会長ら当時のダイエー経営陣は参列したが、ダイエー本社としては、産業再生機構入りし経営再建中であることもあり、社葬を行わなかった。
しかし、日本の流通業に多大な貢献を残した中内に対し、社葬もお別れの会も行われないのはあまりに忍びないとして、イトーヨーカ堂創業者の伊藤雅俊、イオン創業者の岡田卓也、日本におけるスーパーマーケットの育ての親でもあった渥美俊一、自身も立ち上げに携わった日本チェーンストア協会など、中内と共に戦後における流通業界の黎明期を築いた小売・流通業関係者らが発起人となって、同年12月5日にホテルニューオータニにて「お別れ会」が開かれ、約2,300人が献花に訪れた。安倍晋三、二階俊博、小池百合子、小沢一郎、冬柴鐵三、神崎武法などの政治家も参列した。
逝去7日後の9月27日には、ダイエーホークスの後身である福岡ソフトバンクホークスと、対戦相手であった東北楽天ゴールデンイーグルスの選手・関係者が福岡ドームでのプレー前にファン・観戦者と共に感謝と哀悼の意を込め、1分間の黙祷を行った。当日の試合ではホークスが勝利した。なお、中内の死去に関して福岡ドームの電光掲示板には「ありがとう!!中内功さん　福岡はあなたを忘れません　安らかにおやすみください」と追悼文が表示された。

## 評価

### 功績
欧米型のスーパーマーケットを中心とする大型商業施設・外食産業を戦後日本に普及させ、消費者主体の流通経営、神戸・福岡など日本各地の都市計画への尽力、災害時の迅速な支援体制（阪神・淡路大震災、東日本大震災）などで、多大な貢献をした点は現在でも高く評価されている。また家業であった町中の小さな薬局店から身を興し、一代でダイエーを創業し、一時はダイエーを連結売上高3兆円超、関連企業を含んで6万人以上の従業員を抱えた、小売業として売上日本一の巨大企業に育て上げたことについて、ライフコーポレーション創業者の清水信次や、衣料品に価格革命を起こしたユニクロ社長の柳井正等を筆頭に、現在でも中内の考えに影響を受け、中内を尊敬する経営者や実業家は多い。
1960年代に中内が大規模な流通システムを構築するまで「市場流通価格」はメーカーが完全に操作しており、価格はメーカーが決めるのが一般的で、現代では当たり前の「良い品を安く買えるお店がいつもそこにある」「良い品を安く売ってくれる店こそが消費者の味方」というような発想さえなかった。小売業や消費者の立場が下であった時代の1960年代から、中内は独自のやり方で良い品、高所得者でないと買えない高級品（テレビなど）や一般主流品を、消費者の為にメーカー製造品と同じレベルの品質で、通常の市場価格よりもかなりの低価格でプライベートブランドから販売した。今では当たり前になり種類も豊富になったプライベートブランドの生みの親でもある。ダイエーが1961年に日本で初めて製造・販売した。そして、「For the customers」（お客様のために）というダイエーのスローガンと共に、経営を退くまで消費者の権利、庶民への豊かさの提供、小売業の流通革命の存在意義と価値上昇に奔走し続けた。
1990年代後半から小売業の主役になっているコンビニエンスストア、ディスカウントストア、家電量販店、ドラッグストアなどの安売り店も、中内による流通革命や価格破壊が無ければ、日本には存在しなかったとする識者もいる。
福岡ダイエーホークス発足に際し、福岡にホームグラウンドを移し、当時はプロ野球球団の空白地帯であり、話題性の薄かった九州、福岡市の都市開発にも大きく寄与した。日本初の開閉型ドーム球場を建設し、九州にホークスの人気を定着させた。チームの低迷期には「同好会は終わった」と書かれた横断幕を送った。福岡ドームには以前のダイエーのスローガンでもあった「For the customers」と書かれた中内直筆の色紙が今でも飾られている。
「流通王」「カリスマ」とも呼ばれ、1993年に流通業界出身初の勲一等瑞宝章を受章。1984年にレジオンドヌール勲章を、2000年にイサベル女王勲章を受章した。

## 人物

### 人物像
神戸高等商業高校在学時は目立たない性格で、俳句の同好会に所属していた。戦後、商売を始め出してからは、同級生を捕まえては「ゼニ貸してくれるとこ知らんか」とすごい目つきで聞いてまわったので、友人たちは人間が変わったと驚いた。
新婚旅行先の宿から電話で薬の取引をするなど、家庭よりも仕事を優先した一方で、かなりの家族思いで、部下に愛娘のことを話した時「忙しいて全然構ってあげへんかったなあ」と涙を流した。
怒ると手がつけられないほどであったが、反面大変人情深い面も持ちあわせ、社長でありながら、自らも大晦日深夜まで売り場に立ち続けた。部下から早く帰るよう促された時に、売り場の女子店員を指差して「あの子たちは正月の用意もしないで頑張っているのにわしが帰れるもんか。」と断ったり、部下が億単位の損失をした時は叱るどころか、「そうか。お前、ええ勉強したなあ。これから気をつけろ。」とやさしく励まして相手を感激させた。
座右の銘は「ネアカ、のびのび、へこたれず」（元は三井物産社長であった八尋俊邦の言葉）。この座右の銘は、自身が設立した流通科学大学の校歌の歌詞にも「ネアカでのびのび、へこたれないよ」という歌詞で使用されている。
起床した直後にその日の売り上げに大きく影響する天気予報を朝一番にテレビのニュース番組で見るのを創業以来の日課としていた。そのため、前述の阪神・淡路大震災も、発災直後にこのことを報じたNHKニュースでいち早く接し、迅速に対応することが出来た。
晩年は謙虚な好人物となり、林文子CEOによるダイエーの新方針を評価したり、堀江貴文を見て「若いもんは元気があってええなあ。」と漏らした。
亡くなる前年の2004年7月に、81歳で自動車の運転免許を取得したときは、いかにも得意気に知人に運転免許証を見せびらかし、いずれは北アメリカ大陸のハイウェイを走りたいと言っていた。ただ、高齢なのでなかなか運転させてもらえず、業を煮やした中内はタクシーを捕まえ「金払うさかい、かわりに運転させろ」と運転手に迫ったという。

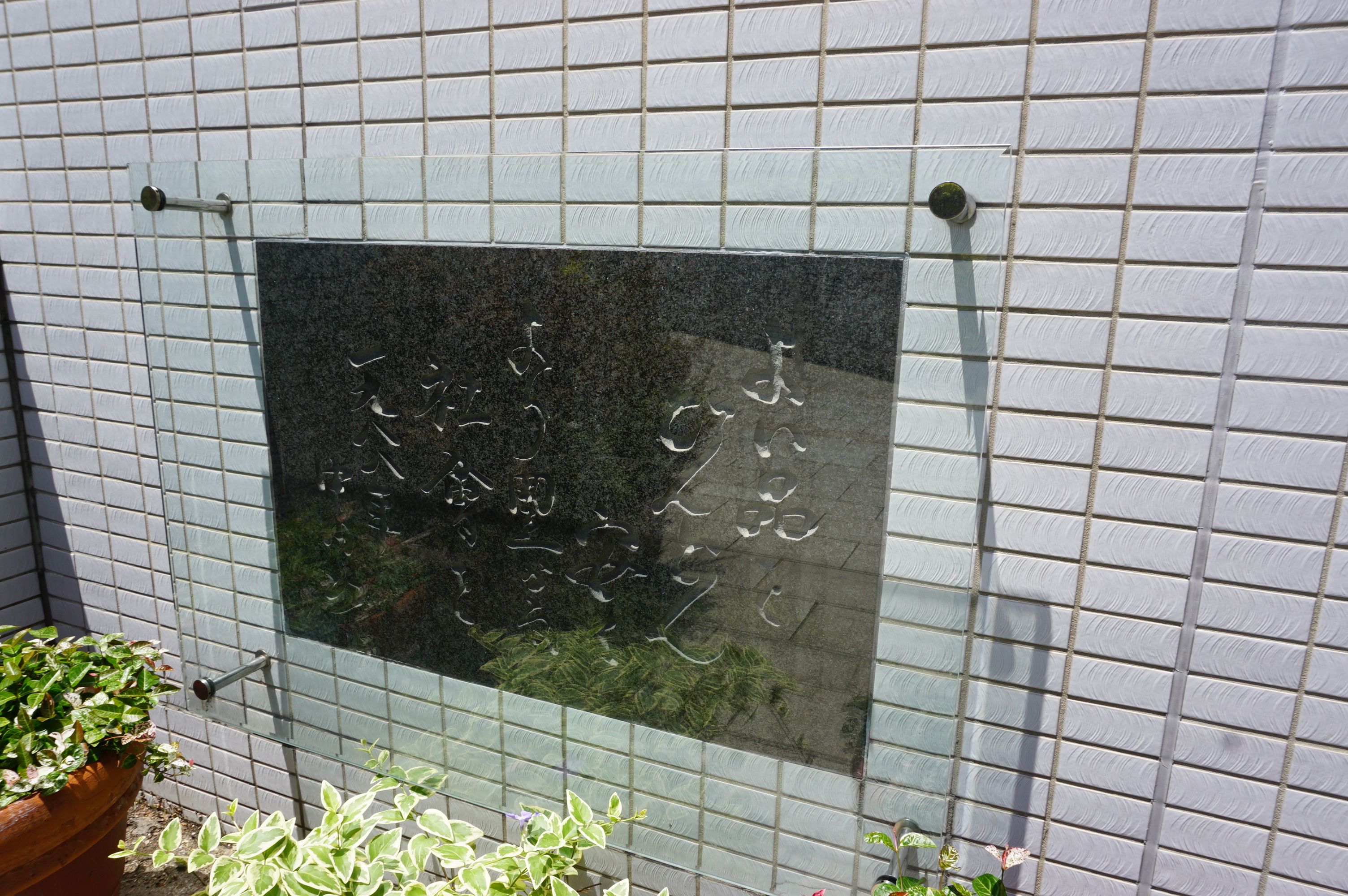
新神戸オリエンタルシティに現存する石板

現在も、新神戸オリエンタルシティの建物の一角に取り付けられている石板には、直筆で次の言葉が刻まれている。
右胸に心臓があるために戦争で最前線に送られることになった中内だが、のちに心臓だけでなく全ての内臓が逆になっている内臓逆位と判明している。
ダイエー創業に至る中内の生涯は、静岡県の民宿「丸山」の創業者、丸山静江やヤオハンの創業者である和田カツとともに、連続テレビ小説「おしん」の主人公のモデルの1人となったと言われている。
ダイエーホークスのオーナーであったことから、水島新司の野球漫画であるあぶさんやドカベン プロ野球編に中内正と共に登場している。背番号は130（名前の㓛から）
頼まれたら受け入れる性格で、浅草のおかみさん会に頼まれ、しょんべん横丁に出した店がビッグボーイである。また、江副浩正に頼まれリクルート株を引き受けた。

### 語録
- 「日用の生活必需品を最低の値段で消費者に提供するために、商人が精魂を傾けて努力し、その努力の合理性が商品の売価を最低にできたという事が何で悪いのであらうか？」(1960年、当時のダイエー三宮店の事務所に掲出した、取引先に対するメッセージ／原文ままのため歴史的仮名遣である)[20]
- 「三つのどれをやっとっても、金は儲かったと思うね。パチンコ王とか、ソープランド王とか、サラ金王になっていただろう。しかし、僕はいちばん儲からんスーパーを選んだ。心がまったく動かなかったと言えばウソになるが、でも、それではあまりにロマンがないやろ。それと、死んだ戦友に対して、なにか後ろめたさがあってね。」（大塚英樹『流通王　中内功とは何者だったのか』 講談社 2007年より）
- 「この資源のない国で、世界一豊かな暮らしを提供するためには、もっと使命感に燃えた人が必要だ」
- 「我々はダイエーでしかできないことを、この国が本当に豊かさを実現するために、あえてリスクを冒しても実行していかなくてはならない」
- 「馬鹿と天才とは、この世に存在することはまれである。全てが我々凡人の世界である。その中で半歩前に踏み出すことのできる勇気を持つ事が大切である。」
- 「売り上げだけが日本一というのではあまり意味がない。それは手段であって本当の目的はそれを通して新しいシステムを作ることだ。」
- 「時代の流れから言って、かつてのような需要過剰、売り手市場の時代は二度と来ないと思います。景気は今、デフレ局面にあると言われていますが、これからは供給過剰、買い手市場が常態になる。そのような中で企業が存続していくには、買い手市場を前提とした新しいシステムを構築して、徹底的に消費者の理論に立って経営を推し進めていく以外にはありません。」
- 「もはや手本はない。いまこそ主体的に変革を実行していくときである。企業家精神を大いに発揮し、痛みを伴いながらも、創造的で活力のある新時代を切り開いていく。それが日本経済を再生し、透明度の高い経済社会を作ることになる。」
- 「こいつはなかなか眼力ある。刑期終えて娑婆に出たらうちに来てもらお。」（自宅が盗難に遭い、値の張る名画ばかり盗まれた時の言葉）
- 「消費者以外に頭を下げるのは嫌だ。」
- 「日本は全然豊かじゃないですよ。たしかに家庭用電気製品とかはいっぱい部屋にあるけれど、本当に生活をエンジョイするような時間的、空間的なゆとりがあるだろうか？日本人は何か後ろから追いかけられているような感じで、周囲が気になり自分自身を見失っています。」
- 「売上げはすべてを癒す」
- 「消費者のためなら、どんなことでもするつもりやが、死んだおやじに対しては親不孝な息子だったと思う」
- 「借金と元気だけはあるんやで。」
- 「松下（幸之助）さんを経営者として非常に尊敬している。しかし価格決定権に対する考え方や、お客様の利益についての考え方は、私とは根本的に違っている」
- 「国には絶望した。何でこんな国に高い税金を払いつづけていたんやろうかと思うと、あらためてむかっ腹がたった。」（阪神・淡路大震災時の政府の初期対応の遅さについて）
- 「あの頃は若かった。青雲の志や坂の上の雲はもうなくなってしまった。」（1998年、日本チェーンストア協会会長に31年ぶりに再就任した時の記者団の質問に対して）
- 「これまでの人生で楽しいことは何もありませんでした。」（1999年、1月、会長に退いた時に、人生を振り返っての問いに対して）

## 家族・親族
祖父・栄
高知県矢井賀村（現・中土佐町）の士族の家に生まれ大阪医学校（現・大阪大学医学部）に学び、神戸で眼科医となった。
父・秀雄
サカエ薬局創業者→ダイエー初代会長
ダイエーの前身ともなったサカエ薬局の創業者であり、ダイエー創業後は会長に就任した。
弟（次男）・傅
サカエ薬局社長
弟（三男）・守
ロベルト会長
弟（四男）・力
1931年 - 2012年12月15日、サカエ薬局社員→ダイエー専務取締役→シンエーフーヅ株式会社社長→神戸ポートピアホテル社長
㓛がダイエーを創業後に所属していたサカエ薬局から転籍しダイエー専務取締役に就いたが、㓛と経営方針で対立し1969年ダイエーを退社。後にシンエーフーヅ株式会社ならびに神戸ポートピアホテルを設立。
2012年12月15日に急性心不全の為に死去。81歳。
長男・潤
ダイエー副社長→ダイエーホールディングコーポレーション社長→学校法人中内学園理事長
孫・希
潤の長女。中内学園学園長
長女・綾
アライアンス・フォーラム財団常務理事として、ザンビアで栄養改善活動に従事
婿・浅野昌英
綾の夫。ダイエーグループであったイチケン元社長。2002年04月15日、ダイエーがイチケン株を東洋テクノに譲渡したため6月末で退任。現在は浅野アソシエイツ代表。
次男・正
福岡ダイエーホークスオーナー→読売ジャイアンツオーナー顧問→財団法人中内育英会理事長
中内氏
```
　∴
中内栄
　┃
　┃
　┃
中内秀雄
　┃
　┣━━━┳━━━┳━━━┓
　┃　　　┃　 　 ┃　 　 ┃
中内㓛　中内傅　中内守　中内力
　┃
　┣━━━━┳━━━┓
　┃　　  　┃　 　 ┃
中内潤　　  綾　  中内正
　┃
　┃
　┃
中内希

```

## 主な著書
- 『わが安売り哲学』 日本経済新聞社→千倉書房、2007年9月
初版は1969年に発売され19刷を重ねるベストセラーとなったが、財界のご意見番三鬼陽之助から 「物書きになるのか」と指摘・忠告され自ら絶版にした経緯があった。復刊を望む声が多数あり、三回忌とダイエー創業50年を機に、流通科学大学（神戸市）が中心になり復刊した。また、初版刊行の2年後に刊行された『戦後日本思想大系 8 経済の思想』（伊東光晴・長幸男共編、筑摩書房、1971年）に抄録されている。
- 『中内功語録　21世紀への革命商人』 ソニー・マガジンズ、1995年
  - 『中内功語録』 小学館文庫、1998年 - ソニー・マガジンズ版の増訂
- 『中内功200時間語り下ろし』（大塚英樹編著）、講談社、1996年　
  - 『仕事ほど面白いことはない』『好奇心に勝るものなし』『わが人生は未完なり』の全3冊。
- 『流通革命は終わらない―私の履歴書』 日本経済新聞出版社、2000年

## 主な評伝・評論
- 大下英治『中内功のダイエー王国』 講談社→現代教養文庫
- 城山三郎『価格破壊』 光文社→角川文庫 - ※各ダイエー全盛時の評伝と小説
- 佐野眞一『カリスマ―中内功とダイエーの「戦後」』 日経BP社、1998年→増補版 新潮文庫（上下）→完本 ちくま文庫（上下）
- 佐野眞一編 『戦後戦記―中内ダイエーと高度経済成長の時代』 平凡社、2006年。ルポ＋評論＋対談での中内像
- 緒方知行『二人の流通革命　中内功と鈴木敏文』 日経BP社、1999年
- 大友達也『わがボス　中内功との一万日』 中経出版、2006年
著者はダイエー幹部の中で最も長く側近として仕え、亡くなる直前まで、ただ一人そばにいた部下。広報担当者としてもダイエー関連の記事・書籍に回答や応対している。
- 大塚英樹『流通王　中内功とは何者だったのか』 講談社、2007年
著者は「カリスマ」中内功に、約20年間密着したジャーナリスト
- 中内潤・御厨貴編 『中内功　生涯を流通革命に献げた男』 千倉書房、2009年
長男・潤や愛弟子、ライバル経営者の伊藤雅俊、岡田卓也、清水信次、西川俊男、川一男が語る中内像。
- 恩地祥光『昭和のカリスマと呼ばれた男　中内功のかばん持ち』 プレジデント社、2013年。最側近の一人による回想記
- 石井淳蔵『中内功　理想に燃えた流通革命の先導者』 PHP研究所「経営叢書：日本の企業家6」、2017年
- 小榑雅章 『闘う商人 中内功　ダイエーは何を目指したのか』 岩波書店、2018年